# Ларюковая
Ларюковая — упразднённый посёлок в Ягоднинском районе Магаданской области.

## География
Посёлок находится в 116 км от районного центра Ягодное, в 401 км от областного центра Магадана, и в 5957 км от Москвы.

## История
До 2015 года входил в ныне упразднённое муниципальное образование городское поселение «посёлок Оротукан».
Постановлением Правительства Магаданской области от 23 марта 2017 года № 223-пп посёлок был упразднён.

## Население
| 2002 | 2010 | 2012 | 2013 | 2014 | 2015 |
| ---- | ---- | ---- | ---- | ---- | ---- |
| 22   | ↘2   | ↘0   | →0   | →0   | →0   |